# 邵庾曾
邵庾曾（?—?），字南俶，号湘芷，顺天宛平人，祖籍浙江余姚县，清朝中期政治人物、学者诗人，藏书家。

## 生平
出自浙东望族余姚邵氏，先祖在明季清初北上迁居宛平，遂入籍宛平。考中顺天举人，继而中乾隆二十六年（1761年）辛巳恩科进士，与父邵自镇登同榜进士，传为一时佳话。改庶吉士，授翰林院编修，历官提督河南學政刑科給事中，御史，河南、济南、山西雁平道道员。
子邵葆醇再登乾隆恩科进士，孙邵甲名登嘉庆恩科进士。

## 著作
擅长作诗，有《香渚诗草》、《使黔草》、《消寒集》、《视漕雁门草》等传世。

## 遗物
今存邵书《选拔》一匾，是邵为贡生王用全题写，今收藏于北京科举匾额博物馆。